# メリアディーノ・サン・ヴィターレ
メリアディーノ・サン・ヴィターレ（イタリア語: Megliadino San Vitale）は、イタリア共和国ヴェネト州パドヴァ県にある、人口約1,800人の基礎自治体（コムーネ）。

## 地理

### 位置・広がり

#### 隣接コムーネ
隣接するコムーネは以下の通り。
- ボルゴ・ヴェーネト
- カザーレ・ディ・スコドージア
- ピアチェンツァ・ダーディジェ

### 気候分類・地震分類
メリアディーノ・サン・ヴィターレにおけるイタリアの気候分類 (it) および度日は、zona E, 2487 GGである。
また、イタリアの地震リスク階級 (it) では、zona 3 (sismicità bassa) に分類される。